# Zasloužilý učitel Běloruské republiky
Zasloužilý učitel Běloruské republiky (bělorusky Заслужаны настаўнік Рэспублікі Беларусь) je čestný titul Běloruské republiky. Udílen je prezidentem republiky učitelům za profesionální zásluhy a úspěchy.

## Pravidla udílení
Čestné tituly, podobně jako další státní vyznamenání, udílí prezident republiky či jiné osoby v jeho zastoupení. Čestné tituly jsou udíleny na základě vyhlášky prezidenta republiky. K jejich udělení dochází během slavnostního ceremoniálu a oceněnému je předáváno potvrzení o udělení ocenění a odznak.
Čestný titul Zasloužilý učitel Běloruské republiky se udílí učitelům i vysokoškolským pedagogům a dalším zaměstnancům vzdělávacích institucí různé povahy (předškolní zařízení, odborné a střední odborné školy aj.), kteří se svému oboru věnují po dobu minimálně patnácti let, za zásluhy v pedagogické a vzdělávací činnosti, která umožňuje žákům a studentům získat hluboké znalosti, rozvíjet je a zlepšovat jejich potenciál.